# Cyber Nations
Cyber Nations is een Engelstalige massively multiplayer online game. Spelers creëren en leiden daarna eigen fictieve landen.

## Oorsprong
Cyber Nations is gebaseerd op een spel verzonnen door maker en beheerder Kevin Marks in zijn kinderjaren. In 2003 registreerde hij een website voor het spel, maar maakte daar daarna twee jaar lang geen gebruik van. Op 24 december 2005 begon hij het spel te programmeren en bracht het spel op 6 januari 2006 uit.

## Gameplay
Bij het creëren van een land kiest de speler een naam voor het land, een hoofdstad, een percentage inkomstenbelasting (income tax), en verschillende andere instellingen, sommigen nog wijzigbaar. Ieder land mag dagelijks belastingen innen en rekeningen betalen, of wachten tot hier rente over vergaard is. Vele verschillende factoren beïnvloeden de gemoedstoestand (happiness) van de burgers van het land, welke weer van invloed is op de inkomsten van het land. Door te investeren in infrastructuur kan een speler de economie bevorderen en het inwonertal vergroten. Technologie is vrij duur, maar vergroot de kansen op succes tijdens gevechten, de gemoedstoestand van de bevolking en reduceert de onderhoudskosten van de infrastructuur. Land verkleint de bevolkingsdichtheid en verbetert het milieu (enviroment).
Ieder land begint met twee hulpbronnen (resources) die een positief effect hebben op het land. Landen kunnen handelsovereenkomsten (trade agreements) afsluiten met andere landen, waardoor men van elkaars hulpbronnen gebruik kan maken. Bepaalde combinaties hulpbronnen leveren bonushulpbronnen op.
Een belangrijk onderdeel van Cyber Nations is het voeren van oorlog. Landen mogen andere landen binnen de eigen sterkte bereik de oorlog verklaren. Men bevecht elkaar met behulp van soldaten, tanks, vliegtuigen, kruisraketten en atoombommen welke aangekocht dienen te worden. Tijdens gevechten kan men vernietigen en plunderen. Een oorlog duurt, tenzij men vrede sluit, zeven dagen waarbij men verschillende aanvalstypen kan kiezen maar slechts een beperkt aantal keren kan uitvoeren.

## Allianties
De meeste landen maken onderdeel uit van een van de honderden allianties, door spelers opgerichte groepen vergelijkbaar met clans. Deze allianties opereren meestal vanaf een gezamenlijk forum of via IRC. Verenigd in een alliantie bieden leden elkaar financiële hulp, wisselen tips uit en beschermen elkaar in oorlogstijd. De meeste allianties zijn klein en bestaan slechts uit enkele tientallen leden, sommigen kennen echter een ledenbestand van enkele honderden landen. Tussen de verschillende allianties wordt veel politiek en incidenteel oorlog gevoerd.
Velen van de grote allianties hebben hun grootte te danken aan het feit dat de leden afkomstig zijn van andere online gemeenschappen en zich op Cyber Nations verenigd hebben. Te denken valt aan de allianties New Pacific Order en Orange Defense Network die reeds actief waren op het vergelijkbare NationStates, de alliantie GOONS van Somethingawful.com en de Nederlandse FOK!-Alliance van FOK!.
Eén alliantie wist zelfs wereldwijd de aandacht te trekken van de media, nadat een Noorse krant een rekruteringsfilmpje van de alliantie Nordreich interpreteerde als een neo-nazistische organisatie. Het feit dat daarbij het Noorse volkslied werd gebruikt, zorgde voor een hoop weerstand. Noorwegen liet de Duitse ambassadeur op het matje roepen, omdat ervan uitgegaan werd dat Nordreich vanuit Duitsland opereerde. Pas vele dagen later, nadat Nordreich zelf een officieel persbericht naar buiten had gebracht, werd duidelijk dat de beelden in het filmpje geen neo-nazistische inslag hadden en dat Nordreich een alliantie uit een browser game was.